# Campionati italiani assoluti di atletica leggera 2012
I CII campionati italiani assoluti di atletica leggera si sono tenuti a Bressanone, presso la Raiffeisen Arena, il 7 e l'8 luglio 2012. Sono stati assegnati 40 titoli italiani in 20 specialità, al maschile e al femminile.
Durante la manifestazione si sono svolti anche i campionati italiani assoluti di prove multiple, che hanno visto l'assegnazione di due titoli: uno nell'eptathlon e uno nel decathlon.
Le gare di marcia erano valide per il campionato italiano di società di marcia.

## Risultati

### Uomini
| Specialità                                                                              | Oro | Prestazione | Argento                                                                                          | Prestazione | Bronzo                                                                                        | Prestazione |
| Corse                                                                                   | |             |                                                                                                  |             |                                                                                               |             |
| 100 m                                                                                   | Fabio Cerutti Gruppi Sportivi Fiamme Gialle                                                                         | 10"43       | Simone Collio Gruppi Sportivi Fiamme Gialle                                                      | 10"48       | Jacques Riparelli Centro Sportivo Aeronautica Militare                                        | 10"48       |
| 200 m                                                                                   | Andrew Howe Centro Sportivo Aeronautica Militare                                                                    | 20"76       | Diego Marani Gruppi Sportivi Fiamme Gialle                                                       | 20"92       | Davide Manenti Centro Sportivo Aeronautica Militare                                           | 20"94       |
| 400 m                                                                                   | Claudio Licciardello Gruppi Sportivi Fiamme Gialle                                                                  | 46"15       | Isalbet Juarez Gruppo Sportivo Fiamme Oro                                                        | 46"44       | Lorenzo Valentini Atletica Studentesca CA.RI.RI.                                              | 46"66       |
| 800 m                                                                                   | Giordano Benedetti Gruppi Sportivi Fiamme Gialle                                                                    | 1'48"68     | Christian Obrist Centro Sportivo Carabinieri                                                     | 1'49"01     | Yassine El Houdni AS La Fratellanza 1874                                                      | 1'49"06     |
| 1500 m                                                                                  | Christian Obrist Centro Sportivo Carabinieri                                                                        | 3'48"16     | Marco Najibe Salami Centro Sportivo Esercito                                                     | 3'48"77     | Fabiano Carozza Centro Sportivo Aeronautica Militare                                          | 3'49"86     |
| 5000 m                                                                                  | Stefano La Rosa Centro Sportivo Carabinieri                                                                         | 14'01"49    | Abdellah Haidane Nuova Atletica Fanfulla Lodigiana                                               | 14'01"55    | Manuel Cominotto Centro Sportivo Esercito                                                     | 14'07"82    |
| 3000 m siepi                                                                            | Matteo Villani Centro Sportivo Carabinieri                                                                          | 8'54"93     | Giuseppe Gerratana Centro Sportivo Aeronautica Militare                                          | 8'55"75     | Angelo Iannelli Gruppo Sportivo Fiamme Azzurre                                                | 8'56"93     |
| 110 m hs                                                                                | Paolo Dal Molin Athletic Club 96                                                                                    | 13"74       | Samuele Devarti CUS Genova                                                                       | 13"93       | Stefano Tedesco Gruppi Sportivi Fiamme Gialle                                                 | 13"94       |
| 400 m hs                                                                                | José Reynaldo Bencosme de Leon Gruppi Sportivi Fiamme Gialle                                                        | 49"33       | Leonardo Capotosti Gruppi Sportivi Fiamme Gialle                                                 | 50"61       | Davide Piccolo Virtus Atletica Bologna                                                        | 51"63       |
| Marcia 10 km                                                                            | Giorgio Rubino Gruppi Sportivi Fiamme Gialle                                                                        | 39'17"      | Matteo Giupponi Centro Sportivo Carabinieri                                                      | 39'57" ~    | Jean-Jacques Nkouloukidi Gruppi Sportivi Fiamme Gialle                                        | 40'24"      |
| Staffetta 4×100 m                                                                       | Centro Sportivo Aeronautica Militare Michael Tumi Jacques Riparelli Davide Manenti Alessandro Berdini               | 39"48       | Gruppi Sportivi Fiamme Gialle Fabio Cerutti Simone Collio Diego Marani Valerio Rosichini         | 39"50       | Atletica Virtus Lucca Marcell Jacobs Vezio Bianchi Marco Rizzo Alessandro Orsi                | 41"14       |
| Staffetta 4×400 m                                                                       | Gruppi Sportivi Fiamme Gialle Leonardo Capotosti Claudio Licciardello Andrea Barberi José Reynaldo Bencosme de Leon | 3'11"29     | Atletica Studentesca CA.RI.RI. Marco Valentini Andrea Bufalino Giovanni Albano Lorenzo Valentini | 3'13"62     | Atletica Futura Roma Nigel White Casimiro Sciscione Massimiliano Raboni Mario Di Giambattista | 3'15"13     |
| Concorsi                                                                                | |             |                                                                                                  |             |                                                                                               |             |
| Salto in alto                                                                           | Gianmarco Tamberi Gruppi Sportivi Fiamme Gialle                                                                     | 2,31 m      | Filippo Campioli Centro Sportivo Esercito                                                        | 2,25 m      | Silvano Chesani Gruppo Sportivo Fiamme Oro                                                    | 2,22 m      |
| Salto con l'asta                                                                        | Claudio Stecchi Gruppi Sportivi Fiamme Gialle                                                                       | 5,60 m      | Giorgio Piantella Centro Sportivo Carabinieri                                                    | 5,54 m      | Marco Boni Centro Sportivo Aeronautica Militare                                               | 5,35 m      |
| Salto in lungo                                                                          | Fabrizio Schembri Centro Sportivo Carabinieri                                                                       | 7,67 m      | Hatem Mersal Atletica Futura Roma                                                                | 7,65 m      | Francesco Agresti Gruppo Sportivo Fiamme Oro                                                  | 7,52 m      |
| Salto triplo                                                                            | Daniele Greco Gruppo Sportivo Fiamme Oro                                                                            | 17,67 m     | Fabrizio Donato Gruppi Sportivi Fiamme Gialle                                                    | 17,52 m     | Fabrizio Schembri Centro Sportivo Carabinieri                                                 | 17,23 m     |
| Getto del peso                                                                          | Paolo Dal Soglio Centro Sportivo Carabinieri                                                                        | 18,70 m     | Daniele Secci Gruppi Sportivi Fiamme Gialle                                                      | 17,54 m     | Marco Dodoni Gruppo Sportivo Forestale                                                        | 17,53 m     |
| Lancio del disco                                                                        | Eduardo Albertazzi Gruppi Sportivi Fiamme Gialle                                                                    | 60,50 m     | Giovanni Faloci Gruppi Sportivi Fiamme Gialle                                                    | 58,48 m     | Hannes Kirchler Centro Sportivo Carabinieri                                                   | 57,79 m     |
| Lancio del martello                                                                     | Lorenzo Povegliano Centro Sportivo Carabinieri                                                                      | 76,29 m     | Nicola Vizzoni Gruppi Sportivi Fiamme Gialle                                                     | 74,08 m     | Marco Lingua Gruppi Sportivi Fiamme Gialle                                                    | 73,50 m     |
| Lancio del giavellotto                                                                  | Giacomo Puccini Atletica Riccardi                                                                                   | 76,42 m     | Norbert Bonvecchio Atletica Trento                                                               | 75,82 m     | Leonardo Gottardo Centro Sportivo Aeronautica Militare                                        | 73,06 m     |
| record dei campionati; record nazionale; record personale; record personale stagionale. | |             |                                                                                                  |             |                                                                                               |             |

### Donne
| Specialità                                                                              | Oro                                                                                           | Prestazione | Argento                                                                                  | Prestazione | Bronzo                                                                                          | Prestazione |
| Corse                                                                                   |                                                                                               |             |                                                                                          |             |                                                                                                 |             |
| 100 m                                                                                   | Audrey Alloh Gruppo Sportivo Fiamme Azzurre                                                   | 11"48       | Martina Amidei CUS Torino                                                                | 11"55       | Martina Giovanetti Gruppo Sportivo Forestale                                                    | 11"55       |
| 200 m                                                                                   | Libania Grenot Gruppi Sportivi Fiamme Gialle                                                  | 22"91       | Gloria Hooper Gruppo Sportivo Forestale                                                  | 23"37       | Martina Amidei CUS Torino                                                                       | 23"58       |
| 400 m                                                                                   | Maria Enrica Spacca Gruppo Sportivo Forestale                                                 | 52"53       | Elena Bonfanti Atletica Lecco Colombo Costruzioni                                        | 52"61       | Chiara Bazzoni Centro Sportivo Esercito                                                         | 52"62       |
| 800 m                                                                                   | Marta Milani Centro Sportivo Esercito                                                         | 2'05"21     | Serena Monachino Easy Speed 2000                                                         | 2'08"95     | Marina Mambretti Atletica Camelot                                                               | 2'09"41     |
| 1500 m                                                                                  | Elisa Cusma Centro Sportivo Esercito                                                          | 4'18"04     | Eleonora Berlanda Gruppo Sportivo Fiamme Oro                                             | 4'18"99     | Margherita Magnani Gruppi Sportivi Fiamme Gialle                                                | 4'19"02     |
| 5000 m                                                                                  | Silvia Weissteiner Gruppo Sportivo Forestale                                                  | 15'50"15    | Fatna Maraoui Centro Sportivo Esercito                                                   | 16'10"85    | Veronica Inglese Centro Sportivo Esercito                                                       | 16'15"88    |
| 3000 m siepi                                                                            | Valentina Costanza Centro Sportivo Esercito                                                   | 10'14"22    | Alessia Pistilli Audacia Record Atletica                                                 | 10'26"31    | Valeria Roffino Gruppo Sportivo Fiamme Azzurre                                                  | 10'29"56    |
| 100 m hs                                                                                | Marzia Caravelli CUS Cagliari                                                                 | 13"15       | Micol Cattaneo Centro Sportivo Carabinieri                                               | 13"20       | Veronica Borsi Gruppi Sportivi Fiamme Gialle                                                    | 13"28       |
| 400 m hs                                                                                | Manuela Gentili CUS Palermo                                                                   | 55"87       | Francesca Doveri Centro Sportivo Esercito                                                | 57"39       | Anna Laura Marone Centro Sportivo Esercito                                                      | 59"07       |
| Marcia 10 km                                                                            | Eleonora Anna Giorgi Gruppo Sportivo Fiamme Azzurre                                           | 45'19"      | Sibilla Di Vincenzo Assindustria Sport Padova                                            | 45'25" ~    | Rossella Giordano Gruppo Sportivo Fiamme Azzurre                                                | 45'45"      |
| Staffetta 4×100 m                                                                       | Gruppo Sportivo Forestale Maria Enrica Spacca Martina Giovanetti Giulia Arcioni Gloria Hooper | 44"10       | Centro Sportivo Esercito Giulia Pennella Rita De Cesaris Jessica Paoletta Ilenia Draisci | 45"68       | Atletica Camelot Elena Sordelli Laura Gamba Martina Fugazza Roberta Colombo                     | 46"13       |
| Staffetta 4×400 m                                                                       | Centro Sportivo Esercito Elisa Cusma Marta Milani Maria Benedicta Chigbolu Chiara Bazzoni     | '3'39"94    | Atletica Camelot Giulia Alberti Marta Maffioletti Marina Mambretti Eleonora Sirtoli      | 3'44"22     | Nuova Atletica Fanfulla Lodigiana Ilaria Burattin Valentina Zappa Giulia Riva Alessia Ripamonti | 3'50"48     |
| Concorsi                                                                                |                                                                                               |             |                                                                                          |             |                                                                                                 |             |
| Salto in alto                                                                           | Chiara Vitobello Atletica Camelot                                                             | 1,89 m      | Raffaella Lamera Centro Sportivo Esercito                                                | 1,86 m      | Elena Brambilla Gruppo Sportivo Fiamme Azzurre                                                  | 1,83 m      |
| Salto con l'asta                                                                        | Anna Giordano Bruno Assindustria Sport Padova                                                 | 4,35 m      | Giorgia Benecchi Centro Sportivo Esercito                                                | 4,20 m      | Elena Scarpellini Centro Sportivo Aeronautica Militare                                          | 4,10 m      |
| Salto in lungo                                                                          | Tania Vicenzino Centro Sportivo Esercito                                                      | 6,65 m      | Elisa Zanei Gruppo Sportivo Valsugana Trentino                                           | 6,39 m      | Teresa Di Loreto Gruppo Sportivo Fiamme Azzurre                                                 | 6,38 m      |
| Salto triplo                                                                            | Simona La Mantia Gruppi Sportivi Fiamme Gialle                                                | 14,24 m     | Cecilia Pacchetti Centro Sportivo Esercito                                               | 14,08 m     | Barbara Lah Atletica Camelot                                                                    | 13,72 m     |
| Getto del peso                                                                          | Chiara Rosa Gruppo Sportivo Fiamme Azzurre                                                    | 18,30 m     | Julaika Nicoletti Gruppo Sportivo Forestale                                              | 16,25 m     | Elena Carini Centro Sportivo Esercito                                                           | 14,74 m     |
| Lancio del disco                                                                        | Tamara Apostolico Atletica Camelot                                                            | 58,62 m     | Laura Bordignon Gruppo Sportivo Fiamme Azzurre                                           | 55,62 m     | Anna Salvini CUS Pisa Atletica Cascina                                                          | 50,96 m     |
| Lancio del martello                                                                     | Silvia Salis Gruppo Sportivo Fiamme Azzurre                                                   | 70,18 m     | Elisa Palmieri Centro Sportivo Esercito                                                  | 64,61 m     | Elisa Magni CUS Parma                                                                           | 62,12 m     |
| Lancio del giavellotto                                                                  | Zahra Bani Gruppo Sportivo Fiamme Azzurre                                                     | 58,40 m     | Sara Jemai Centro Sportivo Esercito                                                      | 49,26 m     | Maddalena Purgato Assindustria Sport Padova                                                     | 48,77 m     |
| record dei campionati; record nazionale; record personale; record personale stagionale. |                                                                                               |             |                                                                                          |             |                                                                                                 |             |

### Campionati italiani di prove multiple
| Specialità                                                                              | Oro                                           | Prestazione | Argento                                     | Prestazione | Bronzo                                               | Prestazione |
| Decathlon (uomini)                                                                      | William Frullani Centro Sportivo Carabinieri  | 7378 p.     | Paolo Mottadelli Atletica Cento Torri Pavia | 7232 p.     | Gianluca Simionato Nuova Atletica Fanfulla Lodigiana | 7121 p.     |
| Eptathlon (donne)                                                                       | Elisa Trevisan Gruppo Sportivo Fiamme Azzurre | 5574 p.     | Carolina Bianchi Atletica Lugo              | 5318 p.     | Cecilia Ricali Gruppo Sportivo Fiamme Azzurre        | 5164 p.     |
| record dei campionati; record nazionale; record personale; record personale stagionale. |                                               |             |                                             |             |                                                      |             |